# Khondakar Mostaq Ahmad

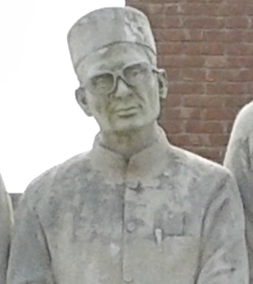
Khondakar Mostaq Ahmad

Khondakar Mostaq Ahmad (bengalisch খন্দকার মোশতাক আহমেদ Khandakār Mośatāk Āhamed; * 1918 oder 1919 im Distrikt Kumilla; † 5. März 1996 in Dhaka) war ein bangladeschischer Politiker. Er war vom 15. August bis zum 6. November 1975, nach der Ermordung von Mujibur Rahman, der Präsident von Bangladesch. Er war Teil der Verschwörung, die zur Ermordung von Staatsgründer Mujibur Rahman am 15. August führte. Er übernahm nach Rahmans Tod kurzzeitig die Macht.

## Leben
Ahmad schloss sein Studium an der Universität von Dhaka mit einem Bachelor of Law ab und ging 1942 in die Politik. Er war einer der Mitbegründer der Awami-Liga in Ostbengalen. Ahmad wurde 1954 als Mitglied der United Front (einem Parteienbündnis) zum Mitglied der Provinzversammlung von Ostpakistan gewählt. Nachdem die pakistanische Zentralregierung die United Front aufgelöst hatte, wurde Ahmad 1954 zusammen mit anderen bengalischen Führern inhaftiert. Als Aktivist für die Autonomie Ostpakistans wurde er noch mehrere weitere Male verhaftet.
Zu Beginn des Unabhängigkeitskrieges von Bangladesch und der Verhaftung Mujibur Rahmans versammelten sich Ahmad und andere Führer der Awami-Liga in Meherpur, um die Exilregierung von Bangladesch zu bilden. Syed Nazrul Islam diente als amtierender Präsident, während Mujibur Rahman zum Präsidenten erklärt wurde, Tajuddin Ahmad wurde zum Premierminister ernannt und Ahmad wurde zum Außenminister ernannt. In dieser Funktion sollte Ahmad internationale Unterstützung für die Sache der Unabhängigkeit Bangladeschs aufbauen.
Nach der Unabhängigkeit von Bangladesch und der Einrichtung einer parlamentarischen Demokratie wurde Ahmad 1972 im Zweiten Kabinett Mujibur Rahmans zum Minister für Strom, Bewässerung und Hochwasserkontrolle ernannt. Im Jahr 1973 übernahm er das Handelsministerium im dritten Kabinett von Rahman. Nachdem Mujibur Rahman im Januar 1975 die demokratische Verfassungsordnung zu einer autokratischen Einparteienherrschaft umgebaut und aus seiner zuvor demokratisch sozialistischen Awami-Liga eine Staatspartei namens BAKSAL mit Zentralkomitee-Kadern gebildet hatte, die die regulären Regierungsinstitutionen zum 1. September des Jahres ablösen sollte, wurden am 15. August 1975 er und alle Mitglieder seiner Familie mit Ausnahme seiner Töchter, die sich zu diesem Zeitpunkt in Westdeutschland aufhielten, während eines Putsches durch eine Gruppe junger Armeeangehöriger ermordet. Ahmad gilt als der Hauptinitiator der Verschwörung, welche zur Ermordung seines ehemaligen Mitstreiters führte, und erhielt in der erleichterten Allgemeinheit zunächst viel Anerkennung für das Ende des rapide eingeführten autoritären Regime Rahmans, wobei sich die Popularität des Staatsgründers Rahmans langfristig durchsetzte und die Verschwörung gegen ihn in der breiten Öffentlichkeit verurteilt wurde und die dafür verantwortlichen Militäroffiziere 2010 verurteilt und hingerichtet wurden.
Ahmad übernahm noch am gleichen Tag als Präsident die Kontrolle über die Regierung und zog sich unter dem Schutz seiner militärischen Unterstützer auf die Präsidentenresidenz Bangabhaban zurück. Er soll die Mörder von Mujibur Rahman angeblich als Shurjo Shontan (Söhne der Sonne) gelobt haben und garantierte ihnen Immunität. Die amtierenden Stabschefs der drei Streitkräfte Heer, Marine und Luftwaffe entließ er und ersetzte sie durch die jeweils nachfolgenden Dienstgrade (darunter der spätere Militärmachthaber und populäre Präsident Ziaur Rahman), um seine Führung zu stabilisieren. Die militärische Befehlskette blieb dennoch beschädigt, während Ahmad sich weiterhin mit den im Präsidentenpalast stationierten jungen Putschisten umgab. Vier Führer der Awami-Liga, welche sich weigerten Ahmad zu unterstützen, wurden verhaftet. Ahmad konnte sich jedoch nicht lange an der Macht halten und musste infolge zweier weiterer Putsche am 3. und 7. November schon zum 6. November zurücktreten; einem Putsch durch höherrangige Militärs, die unzufrieden mit der herausgehobenen Stellung der jungen Putschisten um den Präsidenten waren, und wiederum einem Gegenputsch In Reaktion darauf durch in dem Putsch Tage zuvor von ihren Positionen entfernte Militärs. Als Ergebnis des Gegenputsches war der später gefeierte Präsident Ziaur Rahman an die Macht gekommen und hatte großen Einfluss auf die Entwicklung des Landes in den folgenden Jahrzehnten. Dennoch hatte Ahmad noch am 3. November, während der Putsch gegen die von ihm ernannte Militärführung vonstattenging, die Ermordung der vier im Gefängnis einsitzenden Awami-Liga-Anführer befohlen, darunter auch Tajuddin Ahmad und Muhammad Mansur Ali. Diese führten die jungen Offiziere um Ahmad durch, bevor sie mit Erlaubnis der neuen Militärführung das Land ins Exil verlassen durften.
Ahmad wurde von Brigadegeneral Khaled Mosharraf und später von der Regierung Ziaur Rahman bis 1978 inhaftiert. Nach seiner Freilassung gründete er eine Partei und versuchte seine politische Karriere wiederzubeleben, jedoch ohne Erfolg. Er verbrachte seine letzten Jahre in Dhaka und starb am 5. März 1996. Die Tochter Mujibs, Sheikh Hasina, übernahm nur wenige Monate später nach Parlamentswahlen die Regierung und ließ eine Ermittlung der Verschwörung einleiten, in der sie als Zeugin Ahmad als einen der Hauptverschwörer benannte.